# میلن
میلن (به آلمانی: Miellen) یک شهر در آلمان است که در Verbandsgemeinde Bad Ems واقع شده‌است. میلن ۴۴۳ نفر جمعیت دارد.